# Теорема Хэйнсворта
Теорема Хэйнсворта —  утверждение о свойствах дополнений Шура трех последовательно вложенных матриц.

## Формулировка
Пусть {\displaystyle A={\begin{pmatrix}A_{11}&A_{12}&A_{13}\\A_{21}&A_{22}&A_{23}\\A_{31}&A_{32}&A_{33}\end{pmatrix}}}, {\displaystyle B={\begin{pmatrix}A_{11}&A_{12}\\A_{21}&A_{22}\end{pmatrix}}}, {\displaystyle C=A_{11}} - квадратные матрицы, причем матрицы {\displaystyle B} и {\displaystyle C} невырождены. Дополнение Шура матрицы {\displaystyle C} в матрице {\displaystyle B} {\displaystyle \left(B{\mathcal {j}}C\right)=A_{22}-A_{21}A_{11}^{-1}A_{12}} можно рассматривать как подматрицу матрицы {\displaystyle \left(A{\mathcal {j}}C\right)={\begin{pmatrix}A_{22}&A_{23}\\A_{32}&A_{33}\end{pmatrix}}-{A_{21} \choose A_{31}}A_{11}^{-1}(A_{12}A_{13})}.
Тогда:
{\displaystyle \left(A{\mathcal {j}}B\right)=\left(\left(A{\mathcal {j}}C\right){\mathcal {j}}\left(B{\mathcal {j}}C\right)\right)}.

## Доказательство
Доказательство есть в книге .